# 葉竹盾介殼蟲
葉竹盾介殼蟲（学名：Kuwanaspis bambusifoliae）为盾介殼蟲科竹盾介殼蟲屬下的一个种。